# تن‌او
تِن‌اُو (به ژاپنی: 天応 Ten'ō) نام عصر ژاپنی (نِنگُو) بود. این عصر بعد از هوکی و قبل از انریاکو قرار داشت و از ژانویه ۷۸۱ تا اوت ۷۸۲ به طول انجامید. در طی این عصر امپراتور کونین حکمران ژاپن بود.